# Етно сајам у Врању
Етно сајам у Врању је сајамска манифестација покренута са циљем очувања традиције и културе грађана Србије и афирмацији етно производа као покретача развоја мале привреде и породичног бизниса.
Етно сајам успоставља научно-стручне столове из области очувања етно марке, промотивне продаје занатских производа, производње и дистрибуције здраве хране, а садржи и концерте и уметничке изложбе. Одржава се јуна месеца под покровитељством Народног Универзитета и Туристичке организације Врање.